# Pleiskirchen

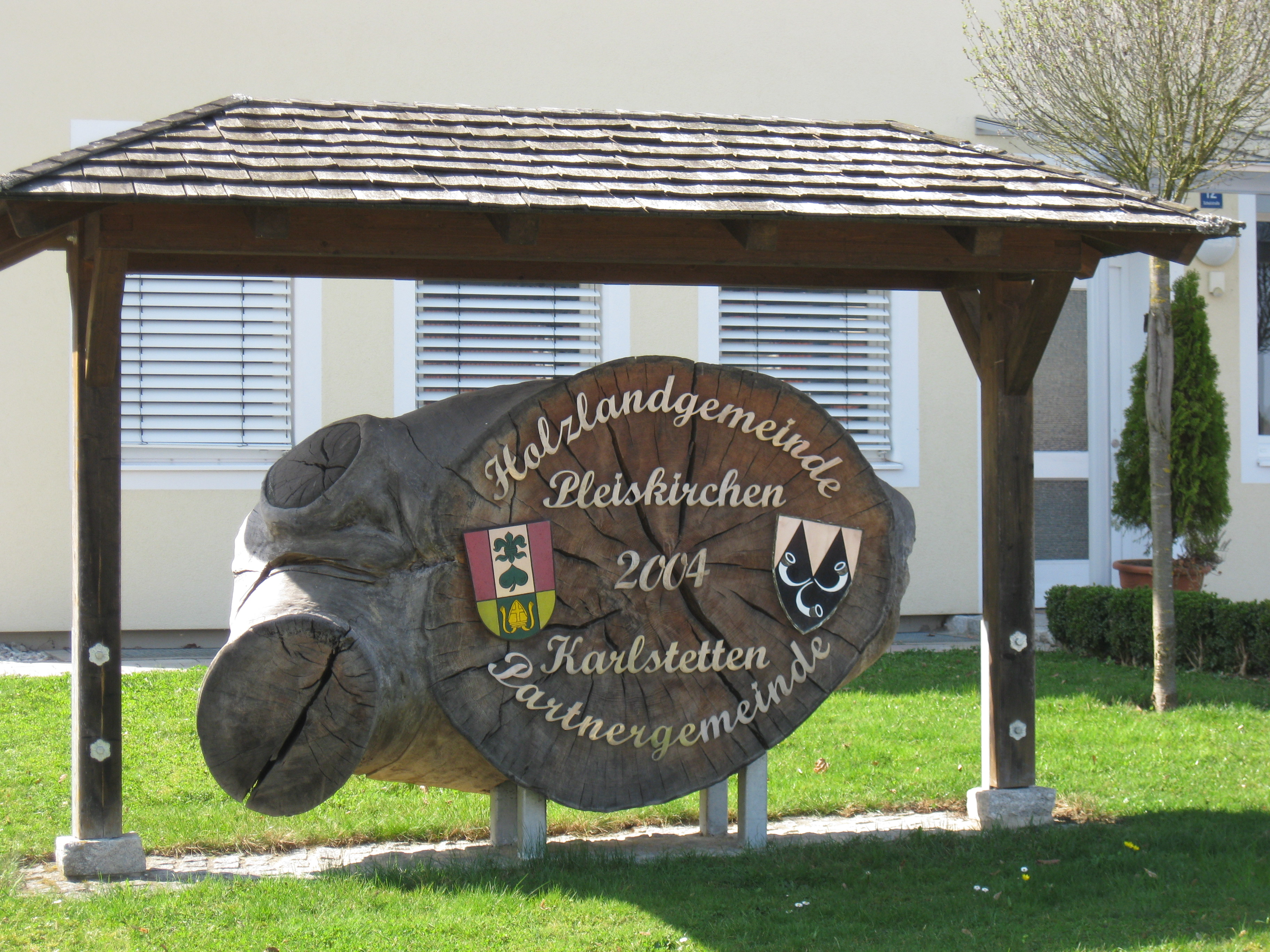
Schild vor der Verwaltung Holzlandgemeinde Pleiskirchen

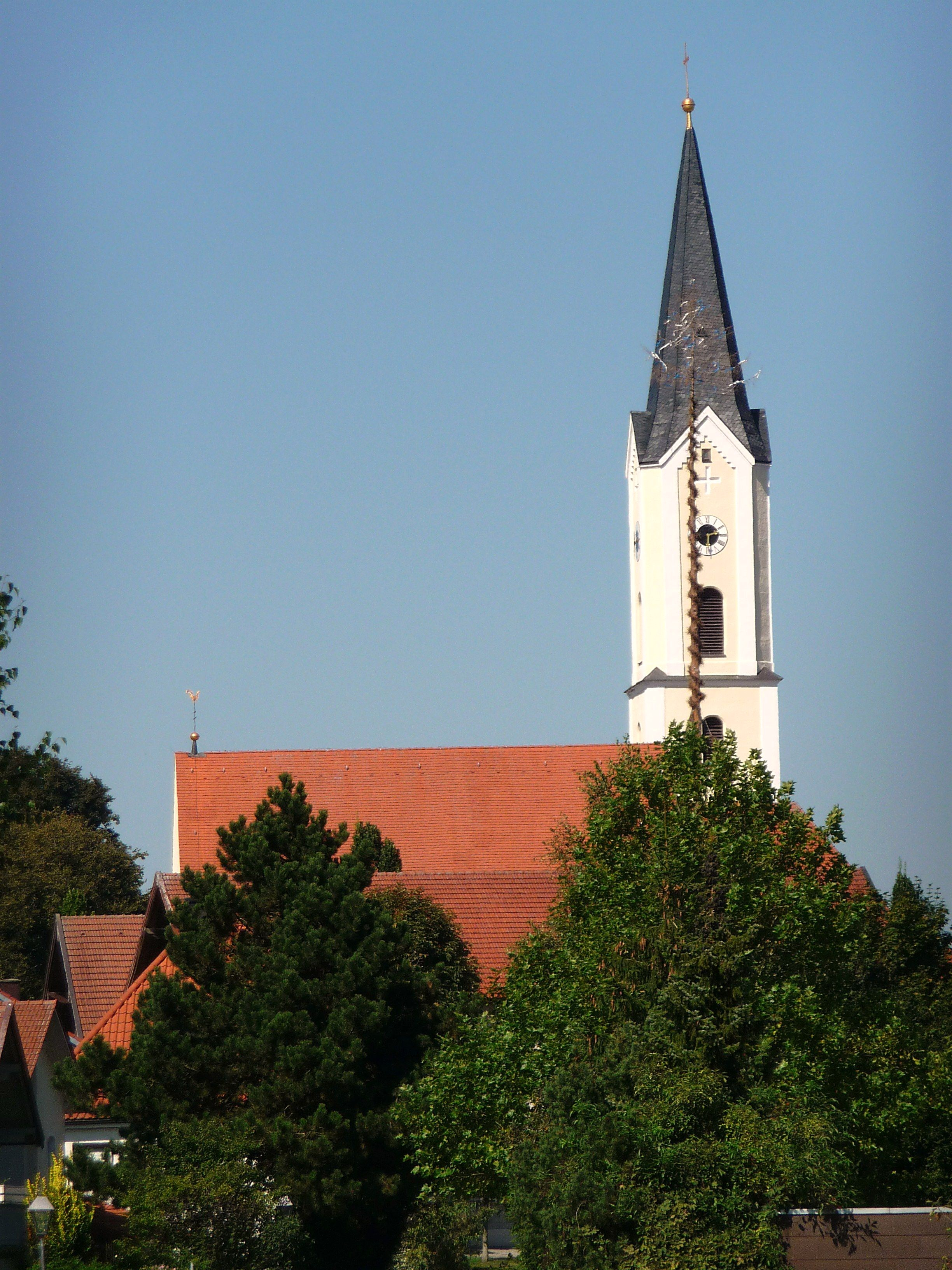
St. Nikolaus in Pleiskirchen

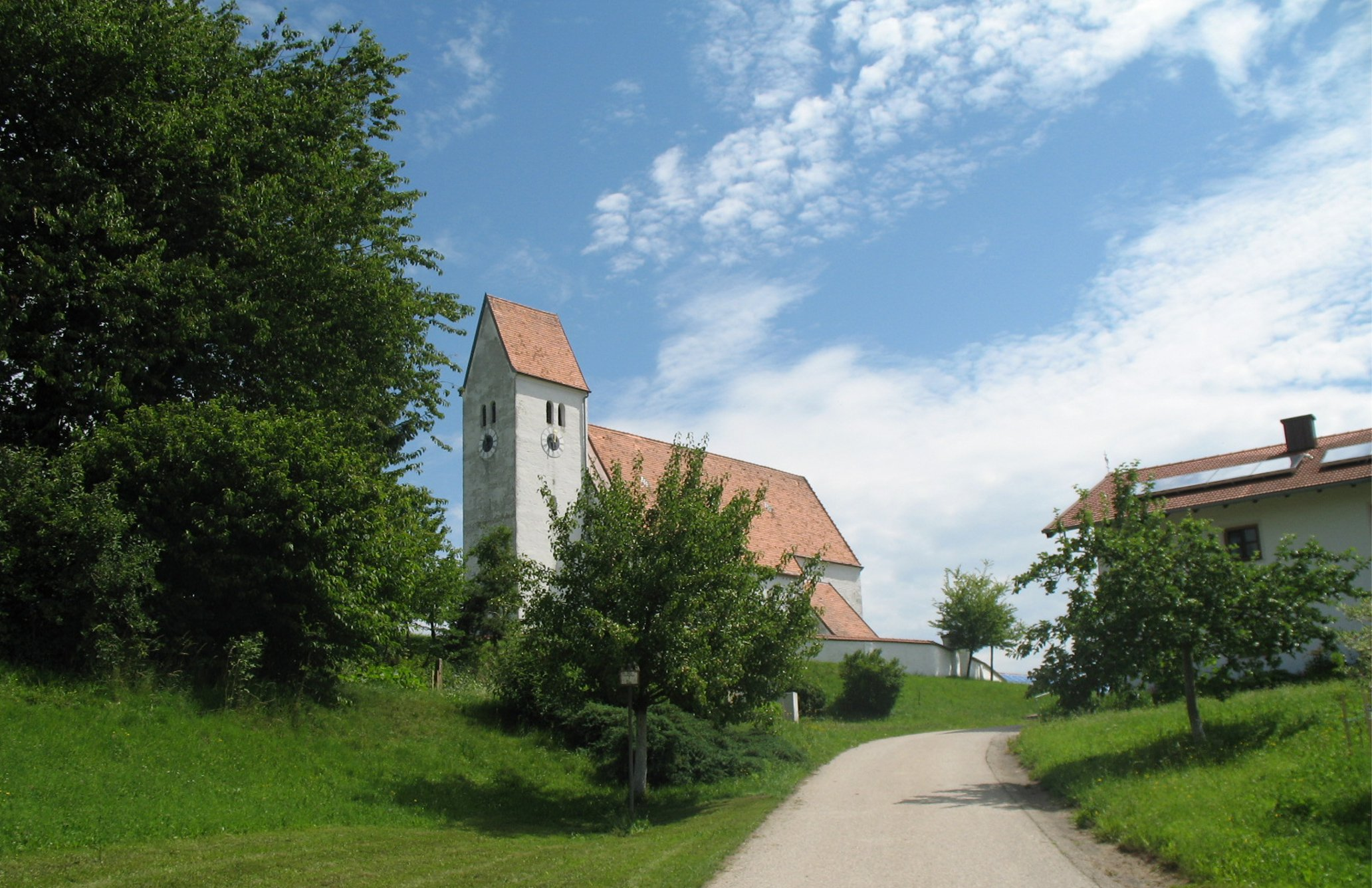
St. Georg in Georgenberg

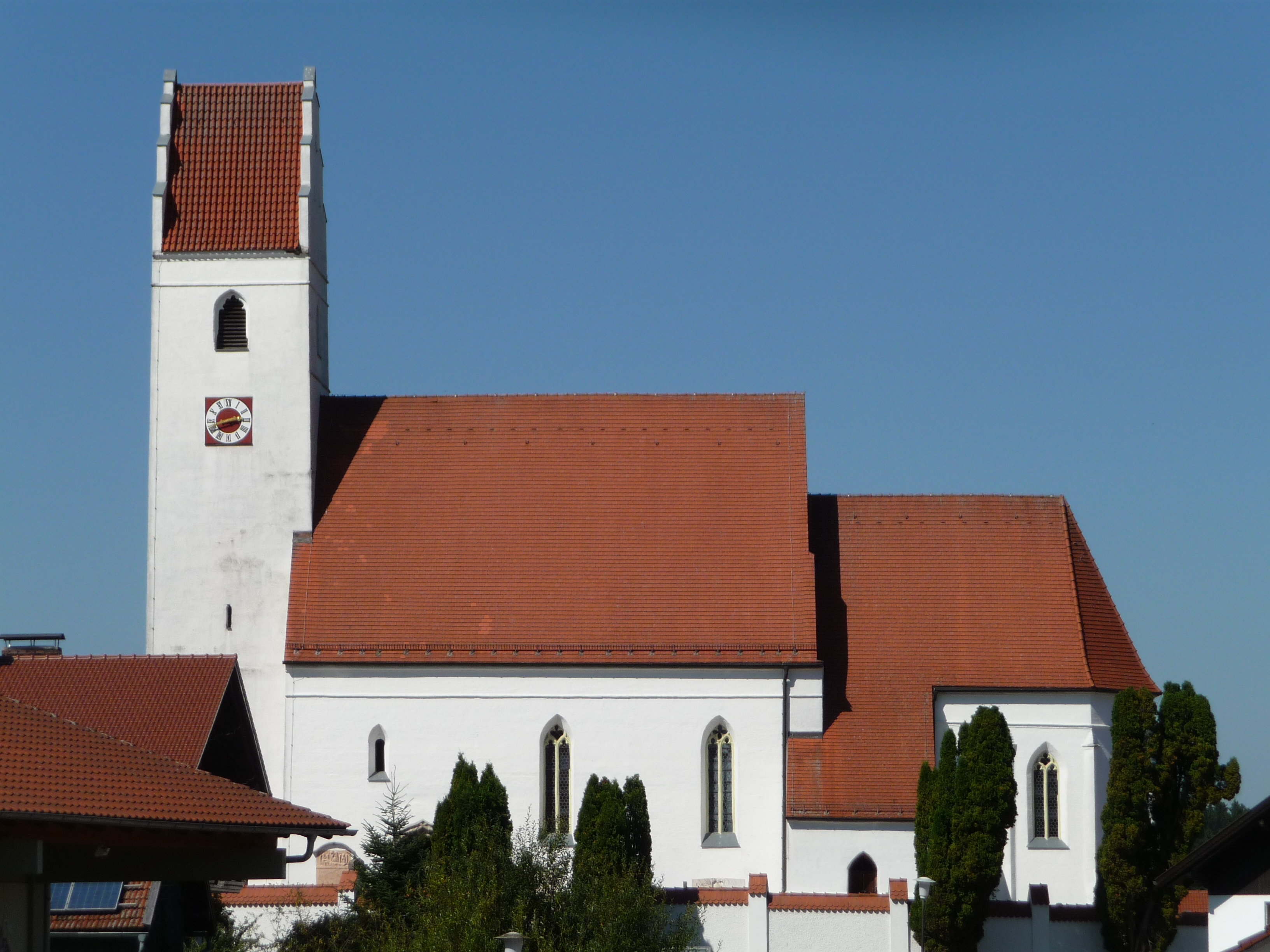
St. Mariä Himmelfahrt in Nonnberg

Pleiskirchen ist eine Gemeinde im oberbayerischen Landkreis Altötting mit den Hauptorten Pleiskirchen, Wald bei Winhöring und Nonnberg. Sitz der Gemeindeverwaltung ist Pleiskirchen.

## Geographie

### Geographische Lage
Pleiskirchen liegt im Hügelland des Isar-Inn-Hügellands, 15 km nördlich von Altötting. Die Gemeinde ist die nördlichste und flächenmäßig größte Gemeinde im Landkreis Altötting. Sie grenzt an den Landkreis Mühldorf am Inn im Westen und den niederbayerischen Landkreis Rottal-Inn im Osten.

### Gemeindegliederung
Es gibt 134 Gemeindeteile:
- Aich
- Aign
- Albersberg
- Almering
- Altsberg
- Anhaltsberg
- Antersberg
- Anzing
- Asbach
- Asenwinkl
- Bachleiten
- Bartlöd
- Belzberg
- Bichl
- Blümelhub
- Brandhub
- Dachgrub
- Dornach
- Einzenbach
- Engberg
- Englsperg
- Estor
- Fallthor
- Furth
- Gallöd
- Geisberg
- Geiselloh
- Georgenberg
- Gmaindl
- Goldhub
- Grafing
- Großspitzing
- Grub
- Guggenberg
- Güntering
- Hanning
- Harland
- Harpeting
- Harpfen
- Hartberg
- Hartlöd
- Hausen
- Häuslaign
- Heisting
- Hilling
- Hinten
- Hinterwinkl
- Hitzenberg
- Hochstraß
- Höll
- Höllthal
- Holzgrandl
- Hölzling
- Hönning
- Hub
- Hütting
- Illbach
- Irlach
- Johannsbuchbach
- Kaining
- Klebing
- Kolmbach
- Kothingbuchbach
- Laibeng
- Lampersberg
- Lederhub
- Lehen bei Wald
- Lichtsberg
- Lindlhütt
- Lohr
- Luneck
- Manghof
- Mitterbuchbach
- Mitterhausen
- Moored
- Moos
- Moosbuch
- Näglstall
- Neuerding
- Niederaich
- Nonnberg
- Oberau
- Obergrusberg
- Oberlohr
- Oberthann
- Oed
- Petzling
- Pitzing
- Plackersdorf
- Pleiskirchen
- Prasting
- Prost
- Prostgrub
- Rabenberg
- Reichschmitt
- Reisach
- Reit
- Rettenbach
- Ruhnsberg
- Ruhnstetten
- Ruhwies
- Sauberg
- Schmidhub
- Schmitten
- Schollaberg
- Schwalbenberg
- Sigrün
- Sonnberg
- Sorsbach
- Starzen
- Steinparz
- Stocking
- Stöpfing
- Straß
- Thal
- Thalham
- Thurmading
- Unterau
- Unterbuchbach
- Untergrusberg
- Unterlohr
- Unterstraß
- Unterthann
- Vorach
- Vorwald
- Wald bei Winhöring
- Waldhäusl
- Walding
- Walln
- Wilhartsberg
- Wimm
- Wolfsgrub
- Wöllersdorf
- Zeiling

## Geschichte
Pleiskirchen gehörte zum Rentamt Burghausen und Landgericht Neuötting des Kurfürstentums Bayern. Das Erzstift Salzburg übte jedoch mittels der Obmannschaft Pleiskirchen bis zu seiner Aufhebung 1803 die niedere Gerichtsbarkeit über seine hiesigen Untertanen aus.
Mit dem zweiten Gemeindeedikt wurden 1818 auf dem jetzigen Pleiskirchner Gemeindegebiet die Gemeinden Pleiskirchen, Nonnberg, Geratskirchen II (seit 1956 Wald b. Winhöring) und Eggen errichtet. Am 1. Januar 1966 wurde die in der zweiten Hälfte des 18. Jahrhunderts vollzogene Teilung der Gemeinde Pleiskirchen durch Zusammenlegung der Gemeinden Oberpleiskirchen und Unterpleiskirchen zur neuen Gemeinde Pleiskirchen wieder rückgängig gemacht. Die Gemeinde Eggen wurde am 1. Januar 1967 aufgelöst. Deren Ortschaften wurden nach Reischach, Wald b.Winhöring und Winhöring eingemeindet. Lange Zeit umstritten war die Eingemeindung von Wald b.Winhöring und Nonnberg nach Pleiskirchen am 1. Januar 1972.

### Einwohnerentwicklung
Zwischen 1988 und 2018 wuchs die Gemeinde von 2180 auf 2454 um 274 Einwohner bzw. um 12,6 %.

## Politik

### Bürgermeister
Erster Bürgermeister ist seit 1. Mai 2014 Konrad Zeiler (Freie Wähler); dieser wurde am 15. März 2020 bei zwei Mitbewerbern mit 60,4 % der Stimmen im Amt bestätigt. Sein Vorgänger war Sepp Eder (2000–2014). Von 1990 bis 2000 war Erwin Schneider Bürgermeister; er wurde 2000 zum Landrat des Landkreises Altötting gewählt.

### Gemeinderat
Nach der letzten Kommunalwahl am 15. März 2020 hat der Gemeinderat 14 Mitglieder, wovon 7 zur Fraktion CSU/Bürgerliste und 7 zur Fraktion Freie Wähler gehören. Die Wahlbeteiligung lag bei 79,0 % (2014: 80,2 %). Weiteres Mitglied und Vorsitzender des Gemeinderates ist der Bürgermeister.
| Partei/Liste                   | 2020   | 2020   | 2014   | 2014   |
| Partei/Liste                   | %      | Sitze  | %      | Sitze  |
| ------------------------------ | ------ | ------ | ------ | ------ |
| CSU / Bürgerliste Pleiskirchen | 46,8   | 7      | –      | –      |
| Freie Wähler                   | 53,2   | 7      | 46,8   | 7      |
| CSU / Unabhängige Pleiskirchen | –      | –      | 53,2   | 7      |
| Gesamt                         | 100    | 14     | 100    | 14     |
| Wahlbeteiligung                | 79,0 % | 79,0 % | 80,2 % | 80,2 % |

### Wappen
| Wappen der Gemeinde Pleiskirchen | Blasonierung: „Über goldenem Schildfuß mit grünem Pfahl, der mit einer goldenen Mitra belegt ist, in Rot ein silberner Pfahl, darin unter einer grünen heraldischen Lilie ein grünes Lindenblatt.“ |
| Wappen der Gemeinde Pleiskirchen | Das Wappen wird seit 1982 geführt. |

## Persönlichkeiten

### Söhne und Töchter der Gemeinde
- Andreas Stiborius (eigentlich Andreas Stöberl) (≈1464–1515), Mathematiker, Astronom und Theologe
- Freiherr von Malsen, königlich bayerischer Kämmerer in Klebing, um 1830[9]
- Georg Ratzinger (1924–2020), Regensburger Domkapellmeister und Bruder des Papstes Benedikt XVI.
- Erwin Schneider (* 1961), Politiker
- Inge Eberl (* 1964), Pflegewissenschaftlerin

### Mit der Gemeinde verbundene Persönlichkeiten
- Fredl Fesl (1947–2024), bayerischer Musiker und Sänger; wohnte in der Einöde Häuslaign
- Alexander Huber (* 1979), Koch